# Cmentarz wojenny nr 361 – Krasne-Lasocice

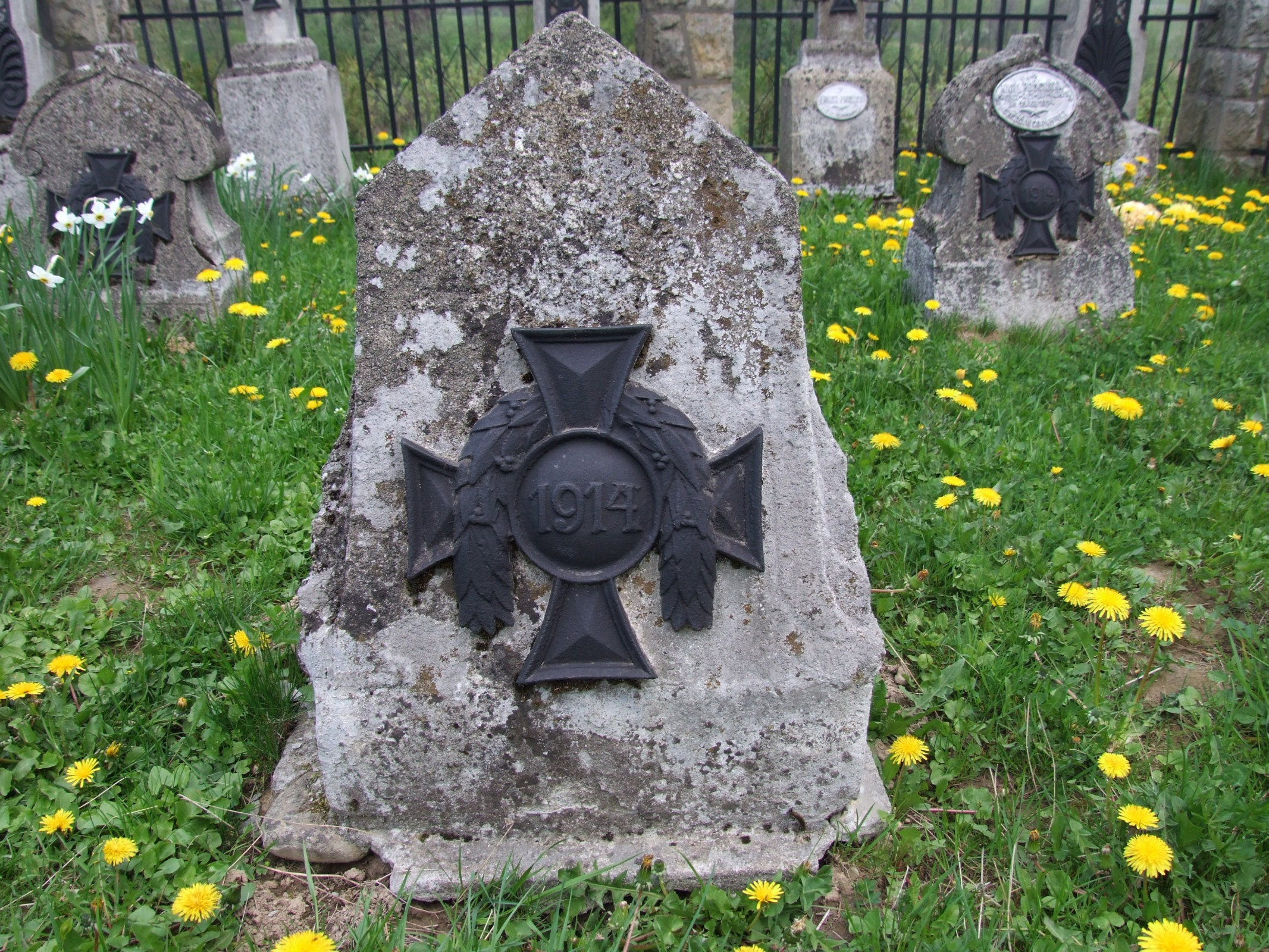
Jedna ze stel

Cmentarz wojenny nr 361 – Krasne-Lasocice – cmentarz wojenny z okresu I wojny światowej znajdujący się w miejscowości Krasne-Lasocice, w powiecie limanowskim, w województwie małopolskim. Należy do okręgu X (Limanowa) Oddziału Grobów Wojennych C. i K. Komendantury Wojskowej w Krakowie. Jest jednym z 400 cmentarzy tego oddziału, z tego w okręgu limanowskim jest ich 36.

## Losy cmentarza
Po bitwie żołnierzy pochowano w zbiorowym grobie przy figurze Skwarczków oraz w grobach w Lasocicach (obecnie jest tam obelisk). Cmentarz wybudowali w 1917 roku Austriacy wspólnie ze społecznością Krasnych Lasocic, która również brała udział w ponoszeniu kosztów budowy. Większość prac przy budowie cmentarza i ekshumacji zwłok wykonywali jeńcy włoscy i rosyjscy. Pierwotny cmentarz wyglądał inaczej i znajdował się w innym miejscu – w tym miejscu, gdzie obecnie jest kościół. Miał powierzchnię 3/4 morga. Ciało jednego z oficerów austriackich zabrała jego rodzina i pochowała na cmentarzu w Tyrolu. W owym czasie w Krasnych-Lasocicach nie było ani kościoła, ani parafii. Cmentarz wojenny stał się zalążkiem pod utworzenie parafii, a na jego miejscu wybudowano kościół. Cmentarz przeniesiono nieco dalej, na obrzeże cmentarza parafialnego. W 1971 roku cmentarz został wyremontowany.
Na cmentarzu pochowano żołnierzy wojsk austro-węgierskich, niemieckich i rosyjskich, którzy zginęli na okolicznych polach podczas operacji łapanowsko-limanowskiej pod koniec listopada i na początku grudnia 1914 roku Łącznie pochowano 212 żołnierzy, w tym:
- 166 żołnierzy armii austriackiej
- 4 żołnierzy armii niemieckiej
- 42 żołnierzy armii rosyjskiej

Z nazwiska znanych jest 90 żołnierzy.

## Opis cmentarza
Obecny cmentarz znajduje się obok cmentarza parafialnego w Krasnych-Lasocicach. Od kościoła znajdującego się przy głównej drodze prowadzącej przez Krasne Lasocice (droga Kępanów – Jodłownik prowadzi do niego krótka droga dojazdowa. Wybudowano go na planie prostokąta. Ogrodzony jest współczesnym płotem sztachetkowym z metalowych płaskowników, zawieszonych na słupkach murowanych z kamienia łupanego. Wejście przez niską, metalową furtkę. Groby ułożono rzędami. Są na nich betonowe stele z żeliwnymi krzyżami, typowe dla cmentarzy projektowanych przez Gustava Ludwiga. Na stelach tych zamontowano żeliwne krzyże maltańskie zwieńczone wawrzynowym wieńcem i blaszanymi, owalnymi tabliczkami z inskrypcjami. Przy jednym z boków cmentarza w jednej linii ustawiono 5 dużych, żeliwno-ażurowych krzyży na betonowym cokole. Są to dwa krzyże łacińskie typu austriackiego, jeden krzyż łaciński typu niemieckiego i dwa krzyże lotaryńskie (rosyjskie). Pomiędzy nimi ustawione są podobne, ale mniejsze krzyże. Na wprost furtki znajduje się ziemny grób otoczony betonową ławą. Jest na nim tablica z napisem:
Cmentarz wojskowy

Data walk żołnierzy

Polskich i Rosyjskich

Austriackich (Tyrolczycy)

27 XI 1914 – 16 XII 1915

Niech spoczywają w pokoju